# Pure (Gary Numan)
Pour les articles homonymes, voir Pure (homonymie).
Albums de Gary Numan
Exile Jagged
Pure est un album de Gary Numan sorti le 7 novembre 2000. Il s'agit de son 32e enregistrement et de son 19e travail original en studio. Dans la veine de L'album Sacrifice sorti en 1994 et ayant mis fin à une période de traversée du désert critique pour son auteur, Pure est principalement constitué de morceaux très froids mélangeant le metal industriel et la cold wave, de par les textes et l'ambiance générale dégagée par l'album, assez sombres. L'album s'arroge la 58e place au classement des meilleures ventes au Royaume-Uni à sa sortie, score inférieur à certains opus du début des années 1990, pourtant nettement moins bien reçus par la critique.

## Thématique, style et réception critique
Au niveau des thèmes abordés, Pure est considéré comme la suite logique des attaques lancées par Numan au dogme chrétien depuis l'album Exile, mais de façon plus personnelle Les sonorités de l'album sont assez agressives et l'album en général est considéré par nombre de critiques comme le plus violent des travaux de studio du compositeur. L'enregistrement a vu réunis un groupe de collaborateurs assez important, à l'opposé de ceux de Sacrifice et Exile, presque intégralement réalisés par Numan seul. La « Sulpher Team » de Rob Holliday et Monti a apporté sa contribution, respectivement à la guitare et à la batterie ainsi que, plus généralement, aux claviers et en production additionnelle.
Le titre d'ouverture, dont l'album tire son nom, est assez représentatif du reste de l'album, commençant avec des cordes et effets de piano éthérés qui laissent place à un riff de guitare plus spécifique au metal industriel avant de passer à un refrain puissant. Numan décrivit ce morceau comme « une tentative d'explorer l'esprit d'un violeur et d'un meurtrier ». Walking with Shadows se base sur une histoire proche de celle utilisée pour l'un des tout premiers morceaux de Numan avec son groupe Tubeway Army, The Life Machine ; les deux chansons parlent en effet d'un homme tombé dans le coma et qui, plutôt que de souhaiter rejoindre ses proches dans la conscience, souhaite les voir le rejoindre dans son monde.
Pour leur part, My Jesus, Listen to My Voice et Rip reprennent les thèmes athées/hérétiques introduits avec Sacrifice et largement développés dans Exile. I Can't Breathe évoque le cauchemar éveillé déjà apparu dans la chanson Deadliner sur Sacrifice.Fallen est le premier travail instrumental de Numan depuis de nombreuses années, basé sur une surabondance d'effets de distorsion. Enfin, A Prayer for the Unborn (lit. « Une Prière pour le Non-Né ») et Little Invitro, légèrement plus douces que le reste de l'album, sont inspirés des difficultés rencontrées par Gary Numan dans sa vie privée, plus particulièrement les fausses couches récentes subies par sa femme et l'échec de plusieurs tentatives d'insémination artificielle.
Le style de Pure fut comparé à d'autres albums de metal industriel et de musique gothique comme ceux de Nine Inch Nails et Marilyn Manson, qui eux-mêmes reconnaissent la forte influence que les premiers albums de Numan ont eue sur leurs carrières artistiques. Tandis que certains critiques se lassaient d'un troisième album hanté par des obsessions antireligieuses, le Sunday Times britannique disait de Pure qu'il s'agissait du « meilleur album de Numan depuis sa période classique des années 1979-1980 ».
Numan tourna longtemps pour promouvoir l'album, donnant naissance à l'enregistrement vidéo paru sous le nom de Scarred en 2003. Certains morceaux furent en outre remixés afin d'être exploités sur la collection Hybrid, sortie la même année. Contrairement aux trois albums précédents, aucune version « étendue » de Pure ne sortit, bien qu'un album pirate à l'authenticité discutée puisse laisser croire que telle était originellement l'intention de Numan. Un seul single, Rip, sortit 18 mois après l'album. Arrivé à la 29e place des classements au Royaume-Uni, il donna à Numan sa première apparition dans les 40 premières places depuis No More Lies avec Bill Sharpe, en 1988.

## Liste des titres
1. Pure
2. Walking With Shadows
3. Rib
4. One Perfect Lie
5. My Jesus
6. Fallen
7. Listen To My Voice
8. A Prayer For The Unborn
9. Torn
10. Little Invitro
11. I Can't Breathe